# Малоазиатская иглистая мышь
Малоазиатская иглистая мышь (Acomys cilicicus) — редкий вид грызунов семейства мышиных. Эндемик Турции. Ареал вида охватывает восточные окраины города Силифке в Турции. Живёт колониями вблизи человеческих жилищ.
Длина тела от 10 до 12 см, вес 48 г.
Как и для большинства иглистых мышей, для малоазиатской иглистой мыши характерны жёсткие колючие волоски, с негибкими верхними кончиками (которые внешне похожи на колючки ежа). Кроме того, они отличаются большими глазами и ушами, и почти лысоватым хвостом, который, как правило, короче самого тела мыши, что является существенным признаком этого вида.
В связи с тем, что этот вид находится под угрозой вымирания, реализуется программа по его спасению. Одновременно, чтобы они не исчезли совсем, этот вид мышей запрещено вывозить за пределы Турции (без соответствующего разрешения правительства) и лишь в нескольких зоопарках мира можно встретить представителей этого вида (Пражский и Хельсинкский зоопарки). Отмечено, что в неволе эти мыши размножаются и живут около 4-х лет. Кроме того, этот вид культивируется в качестве домашнего животного — в Англии, Германии и Дании.
Как и большинство видов иглистых мышей, малоазиатская иглистая мышь ведёт ночной образ жизни, но может быть активна в утреннее и вечернее время. Животные являются всеядными, потребляя, как семена, так и траву и насекомых. Живут в группах. Размножение происходит непрерывно в течение всего года, с периодом беременности 5—6 недель. Как правило, в первом помёте молодых животных рождается 2—3 мышат, у взрослых особей более многочисленный помёт. Новорождённые иглистые мыши в определённой мере развиты уже при рождении, ведь их глаза, как правило, открыты, тело покрыто шерстью и самки полностью отлучают их от сосания через две недели после рождения. А уже спустя 2—3 месяца молодые особи достигают половой зрелости. Средняя продолжительность жизни составляет 3—4 года.